# Coelichneumon anthrax
Coelichneumon anthrax är en stekelart som först beskrevs av Dalla Torre 1901.  Coelichneumon anthrax ingår i släktet Coelichneumon och familjen brokparasitsteklar. Arten är reproducerande i Sverige. Inga underarter finns listade i Catalogue of Life.